# Rota criminale

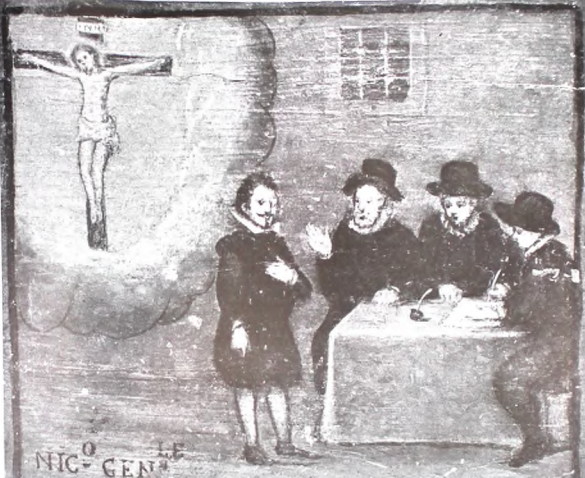
Nicolò Gentile davanti ai Giudici della Rota Criminale

La Rota criminale fu uno degli organi giudiziari supremi della Repubblica di Genova, istituito nel 1576 con la promulgazione di una Costituzione fondamentale che ne definì compiti, composizione e competenze in materia penale. Tale istituzione rappresentò una svolta significativa nel sistema giudiziario genovese, segnando una chiara separazione tra il potere politico e quello giurisdizionale, oltre a garantire una gestione più centralizzata, indipendente e professionalizzata della giustizia criminale.

## Contesto storico e istituzione
Nel corso del XVI secolo la Repubblica di Genova era una potenza mercantile e finanziaria di rilievo nel Mediterraneo, ma come molte altre repubbliche oligarchiche italiane era segnata da una struttura istituzionale complessa e stratificata, con un intreccio spesso poco chiaro tra potere politico e giurisdizionale. L’amministrazione della giustizia penale era tradizionalmente frammentata fra vari organi e magistrature, con frequenti interferenze da parte delle autorità politiche e di governo.
Con la promulgazione della nuova Costituzione del 1576, nota come Letum, si decise di riformare profondamente il sistema giudiziario, ispirandosi a principi di autonomia, professionalità e separazione dei poteri. In tale quadro venne istituita la Rota criminale, tribunale con competenza generale ed esclusiva per le cause penali che insorgevano nella città e nelle sue curie circostanti (Bisagno, Porciferana e Vulturense).
La Costituzione stabiliva espressamente: "Apud hoc Tribunal resideat omnis auctoritas et iurisdictio causarum criminalium eorum delictorum quae in civitate et in tribus curiis Bisamniensi, Porciferana et Vulturensi committuntur tam in procedendo quam in decidiendo."
“In questo tribunale risiedono tutta l’autorità e la giurisdizione per le cause criminali e per quei delitti che sono commessi nella città e nelle tre curie di Bisagno, Porciferana e Vulturense, sia nella fase di procedimento sia in quella di decisione.” Ciò implicava che tutte le cause penali dovessero essere trattate esclusivamente dalla Rota Criminale, escludendo quindi altri organi amministrativi o governativi dalla giurisdizione penale.

## Composizione, struttura e competenza
La Rota Criminale era composta da tre membri, definiti come giureconsulti, scelti con cura per garantirne l’indipendenza e l’imparzialità. Erano infatti scelti tra giuristi stranieri, senza legami familiari o patrimoniali con la nobiltà genovese, e nominati da un collegio composto da rappresentanti del Senato di Genova, della Camera dei mercanti e del Minor Consiglio della Repubblica. Questo sistema di nomina era volto a garantire l’autonomia del tribunale rispetto alle pressioni politiche interne. I membri della Rota avevano un mandato di tre anni e ricevevano una retribuzione adeguata per il loro ruolo. Il numero ristretto di giudici e la loro professionalità consentivano decisioni rapide e omogenee. La Rota poteva inoltre avvalersi di funzionari di supporto e di un corpo di avvocati e procuratori autorizzati ad assistere le parti in causa.
La Rota Criminale aveva una competenza esclusiva e generale su tutte le cause penali insorte nel territorio di Genova e nelle sue curie suburbane, cioè Bisagno, Porciferana e Vulturense. Ciò comprendeva reati di varia natura, dalla criminalità comune (furti, omicidi, rapine) fino a delitti contro lo Stato o la pubblica amministrazione. Nonostante questa esclusività formale, nel corso del XVII secolo e XVIII secolo la competenza della Rota si diluì in parte, a causa dell’istituzione di altri tribunali minori o specializzati che gestivano casi particolari o casi relativi a specifiche categorie di persone (come mercanti, nobili o appartenenti a determinate corporazioni). Tuttavia, la Rota restava il tribunale d’appello e il referente ultimo per i procedimenti penali di maggiore importanza.

## Procedura e processo penale
Il procedimento penale davanti alla Rota seguiva un modello inquisitorio, caratteristico degli ordinamenti giuridici dell’epoca, che prevedeva un ruolo attivo del tribunale nella raccolta delle prove e nella conduzione delle indagini.
Le cause potevano iniziare d’ufficio, su segnalazione o denuncia anonima, oppure a istanza di parte, ossia su querela del privato offeso. Tuttavia, nel corso del tempo, la denuncia anonima perse progressivamente rilevanza e la querela divenne condizione necessaria per avviare il procedimento. Durante il processo, l’accusa era rappresentata dall’Avvocato fiscale, un funzionario pubblico con il compito di difendere gli interessi del fisco e della Repubblica. L’Avvocato Fiscale curava l’istruttoria, proponeva le prove e assisteva il tribunale nelle fasi decisionali, svolgendo un ruolo fondamentale nell’equilibrio tra accusa e difesa.
L’imputato poteva presentare la propria difesa attraverso avvocati abilitati, avere diritto all’interrogatorio e a far valere le proprie ragioni, ma la struttura inquisitoria del procedimento prevedeva una forte autorità del giudice nel condurre l’istruttoria. In caso di contumacia, cioè assenza ingiustificata dell’imputato, il processo poteva procedere comunque e la sentenza veniva pronunciata in sua assenza. Tuttavia, la legge prevedeva la possibilità per il condannato di chiedere una revisione della sentenza al Senato di Genova, qualora fosse riuscito a presentarsi in un secondo momento e fornire adeguate giustificazioni. Le pene previste erano severe e variavano dalla multa, all’esilio, alla prigionia fino alla pena capitale per i reati più gravi, con un sistema articolato di pene accessorie e sanzioni accessorie.

## L’Ufficio dei Sindacatori
La Rota non operava in assoluta autonomia, ma era sottoposta a un sistema di controllo interno affidato all’Ufficio dei Sindacatori, magistratura preposta a vigilare sull’operato dei giudici e dei funzionari pubblici.
I Sindicatori avevano il compito di esaminare periodicamente i procedimenti giudiziari, segnalare eventuali irregolarità, corruzioni o abusi, e garantire così la correttezza e l’equità del sistema giudiziario. Essi rappresentavano un importante strumento di bilanciamento del potere, volto a evitare arbitrii e a preservare la fiducia pubblica nell’amministrazione della giustizia.

## Rapporti con le altre magistrature e il potere politico
La Rota Criminale rappresentava un punto di equilibrio tra la magistratura e il potere politico della Repubblica. Sebbene fosse formalmente autonoma, il sistema istituzionale genovese era caratterizzato da una forte interconnessione tra i vari organi dello Stato. Nel tempo, specie dal XVII secolo, alcune magistrature con competenze penali minori acquisirono poteri crescenti, intervenendo in settori specifici o in particolari aree del dominio genovese. Ciò portò a una complessità crescente nella gestione della giustizia criminale, con un progressivo frazionamento delle competenze. L’influenza politica si manifestava anche attraverso la nomina dei giudici, la revisione delle sentenze da parte di organi superiori come il Senato di Genova, e la gestione di casi di particolare rilevanza politica o sociale.

## Declino
Nel corso del XVIII secolo, la Rota affrontò numerose sfide legate all’evoluzione del pensiero giuridico e alla diffusione delle idee Illuminismo che spingevano verso una maggiore tutela dei diritti dell’imputato e una maggiore trasparenza nei processi. Furono introdotte alcune riforme procedurali e strutturali, volte a ridurre gli abusi del sistema inquisitorio e a garantire una maggiore imparzialità.
Ciononostante, con l’arrivo delle truppe napoleoniche nel 1797 e la caduta della Repubblica di Genova, la Rota perse rapidamente la sua centralità. L’amministrazione francese impose un nuovo sistema giudiziario ispirato al Codice Napoleonico, sopprimendo la Rota e tutte le magistrature storiche della Repubblica. La soppressione definitiva avvenne nel 1805, quando la liquidazione dei suoi beni e la chiusura degli archivi segnarono la fine di un’istituzione che aveva rappresentato per oltre due secoli il fulcro della giustizia penale genovese.